# 10545 Källunge
10545 Källunge è un asteroide della fascia principale. Scoperto nel 1992, presenta un'orbita caratterizzata da un semiasse maggiore pari a 2,2357111 UA e da un'eccentricità di 0,1208280, inclinata di 2,57848° rispetto all'eclittica.
L'asteroide è dedicato all'insediamento di Källunge, nell'isola di Gotland, in Svezia.